# CC Amfi
Die CC Amfi (auch bekannt als Nordlyshallen oder Hamar OL-Amfi) ist eine Eissporthalle in der norwegischen Stadt Hamar, Provinz Innlandet.

## Geschichte

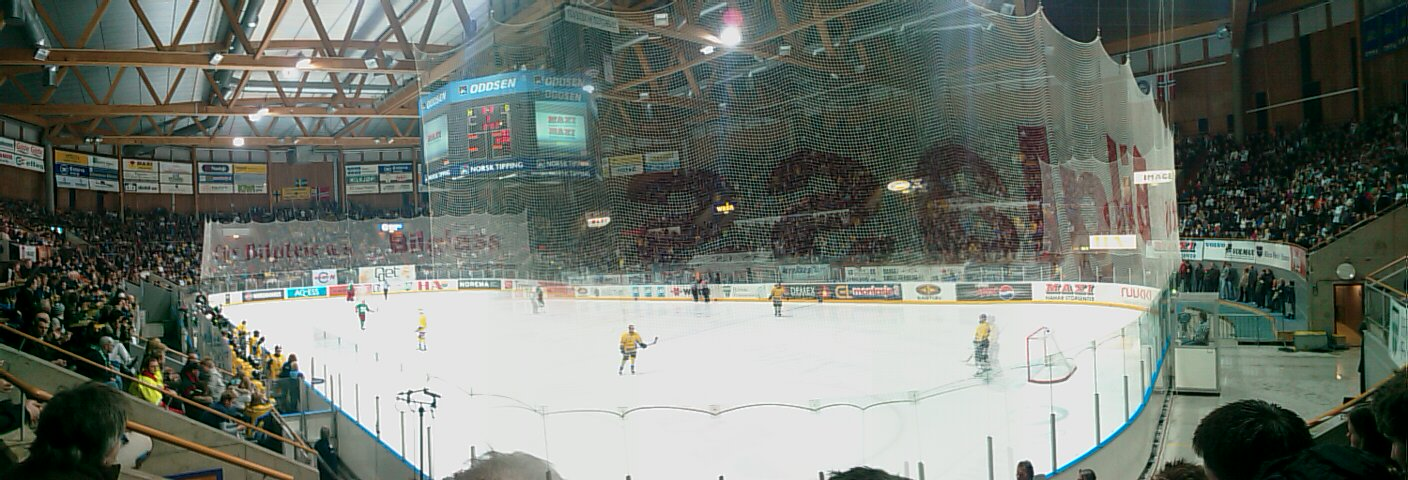
Innenansicht

Die Nordlyshallen wurde 1992 eröffnet und ist Heimspielstätte der professionellen Eishockeymannschaft Storhamar Hockey aus der GET-ligaen. Die Halle wurde für die Olympischen Winterspiele 1994 errichtet. Die tragende Konstruktion der Halle ist aus Brettschichtholz. Das größte Holzbauteil hat eine Spannweite von 71 Meter. Das Dach besteht aus verzinktem Stahl. Der ovale Bau ist maximal 95 Meter lang, 80 Meter breit und unter dem Dach 22 Meter hoch. Es war bei seiner Fertigstellung das größte Holzgebäude Nordeuropas. Während der Winterspiele fanden die Wettbewerbe im Eiskunstlauf und Short Track in der Halle statt. Zudem war die Halle einer der Austragungsorte bei der Eishockey-Weltmeisterschaft der Herren 1999.
Neben Sportveranstaltungen finden im CC Amfi auch Konzerte statt.

### Name
Im Oktober 2015 übernahm die Einzelhandelskette CC das Namenssponsoring der Arena, seither heißt diese offiziell CC Amfi.